# Résultats détaillés des championnats du monde d'athlétisme 1999
Résultats détaillés des Championnats du monde d'athlétisme 1999 de Séville.
| Courses : 100 m - 200 m - 400 m - 800 m - 1 500 m - 5 000 m - 10 000 m - Marathon Obstacles : 100 m haies - 110 m haies - 400 m haies - 3 000 m steeple Marche : 20 km - 50 km Sauts : Hauteur - Longueur - Triple saut - Perche Lancers : Javelot - Disque - Poids - Marteau Relais : 4 × 100 m - 4 × 400 m Épreuves combinées : Décathlon - Heptathlon Tableau des médailles - Légende - Liens externes |

## 100 m
| Rang | Pays         | Athlète                 | Temps       |
| ---- | ------------ | ----------------------- | ----------- |
| 1    | États-Unis   | Maurice Greene          | 9 s 80      |
| 2    | Canada       | Bruny Surin             | 9 s 84 (RN) |
| 3    | Royaume-Uni  | Dwain Chambers          | 9 s 97      |
| 4    | Barbade      | Obadele Thompson        | 10 s 00     |
| 5    | États-Unis   | Tim Harden              | 10 s 02     |
| 6    | États-Unis   | Tim Montgomery          | 10 s 04     |
| 7    | Royaume-Uni  | Jason Gardener          | 10 s 07     |
| 8    | Îles Caïmans | Kareem Streete-Thompson | 10 s 24     |

| Rang | Pays       | Athlète            | Temps        |
| ---- | ---------- | ------------------ | ------------ |
| 1    | États-Unis | Marion Jones       | 10 s 70 (RC) |
| 2    | États-Unis | Inger Miller       | 10 s 79      |
| 3    | Grèce      | Ekateríni Thánou   | 10 s 84      |
| 4    | Ukraine    | Zhanna Pintusevich | 10 s 95      |
| 5    | États-Unis | Gail Devers        | 10 s 95      |
| 6    | France     | Christine Arron    | 10 s 97      |
| 7    | Bahamas    | Chandra Sturrup    | 11 s 06      |
| 8    | Nigeria    | Mercy Nku          | 11 s 16      |

## 200 m
| Rang | Pays        | Athlète            | Temps   |
| ---- | ----------- | ------------------ | ------- |
| 1    | États-Unis  | Maurice Greene     | 19 s 90 |
| 2    | Brésil      | Claudinei da Silva | 20 s 00 |
| 3    | Nigeria     | Francis Obikwelu   | 20 s 11 |
| 4    | Barbade     | Obadele Thompson   | 20 s 23 |
| 5    | Pologne     | Marcin Urbas       | 20 s 30 |
| 6    | États-Unis  | Kevin Little       | 20 s 37 |
| 7    | Royaume-Uni | Julian Golding     | 20 s 48 |
| 8    | Namibie     | Frank Fredericks   | DNS     |

| Rang | Pays       | Athlète          | Temps   |
| ---- | ---------- | ---------------- | ------- |
| 1    | États-Unis | Inger Miller     | 21 s 77 |
| 2    | Jamaïque   | Beverly McDonald | 22 s 22 |
| 3    | Jamaïque   | Merlene Frazer   | 22 s 26 |
| 3    | Allemagne  | Andrea Philipp   | 22 s 26 |
| 5    | Bahamas    | Debbie Ferguson  | 22 s 28 |
| 6    | Nigeria    | Fatima Yusuf     | 22 s 42 |
| 7    | Australie  | Lauren Hewitt    | 22 s 53 |
| 8    | Jamaïque   | Juliet Campbell  | 22 s 64 |

## 400 m
| Rang | Pays        | Athlète                 | Temps         |
| ---- | ----------- | ----------------------- | ------------- |
| 1    | États-Unis  | Michael Johnson         | 43 s 18 (RM)  |
| 2    | Brésil      | Sanderlei Claro Parrela | 44 s 29 (RAm) |
| 3    | Mexique     | Alejandro Cárdenas      | 44 s 31 (RN)  |
| 4    | Royaume-Uni | Mark Richardson         | 44 s 65       |
| 5    | Jamaïque    | Gregory Haughton        | 45 s 07       |
| 6    | Royaume-Uni | Jamie Baulch            | 45 s 18       |
| —    | États-Unis  | Jerome Young            | DSQ           |
| —    | États-Unis  | Antonio Pettigrew       | DSQ           |

| Rang | Pays        | Athlète          | Temps   |
| ---- | ----------- | ---------------- | ------- |
| 1    | Australie   | Cathy Freeman    | 49 s 67 |
| 2    | Allemagne   | Anja Rücker      | 49 s 74 |
| 3    | Jamaïque    | Lorraine Graham  | 49 s 92 |
| 4    | Nigeria     | Falilat Ogunkoya | 50 s 03 |
| 5    | Royaume-Uni | Katharine Merry  | 50 s 52 |
| 6    | Russie      | Natalya Nazarova | 50 s 61 |
| 7    | Allemagne   | Grit Breuer      | 50 s 67 |
| 8    | Russie      | Olga Kotlyarova  | 50 s 72 |

## 800 m
| Rang | Pays           | Athlète            | Temps              |
| ---- | -------------- | ------------------ | ------------------ |
| 1    | Danemark       | Wilson Kipketer    | 1 min 43 s 30      |
| 2    | Afrique du Sud | Hezekiel Sepeng    | 1 min 43 s 32      |
| 3    | Algérie        | Djabir Said-Guerni | 1 min 44 s 18 (NR) |
| 4    | Cuba           | Norberto Téllez    | 1 min 45 s 03      |
| 5    | Kenya          | Japheth Kimutai    | 1 min 45 s 18      |
| 6    | Italie         | Andrea Longo       | 1 min 45 s 33      |
| 7    | Kenya          | Kennedy Kimwetich  | 1 min 46 s 27      |
| 8    | Allemagne      | Nils Schumann      | 1 min 46 s 79      |

| Rang | Pays        | Athlète             | Temps         |
| ---- | ----------- | ------------------- | ------------- |
| 1    | Tchéquie    | Ludmila Formanová   | 1 min 56 s 68 |
| 2    | Mozambique  | Maria Mutola        | 1 min 56 s 72 |
| 3    | Russie      | Svetlana Masterkova | 1 min 56 s 93 |
| 4    | États-Unis  | Jearl Miles-Clark   | 1 min 57 s 40 |
| 5    | Russie      | Natalya Tsyganova   | 1 min 57 s 81 |
| 6    | Russie      | Natalya Gorelova    | 1 min 57 s 90 |
| 7    | Autriche    | Stephanie Graf      | 1 min 57 s 92 |
| 8    | Biélorussie | Natalya Dukhnova    | 1 min 58 s 69 |

## 1 500 m
| Rang | Pays    | Athlète            | Temps              |
| ---- | ------- | ------------------ | ------------------ |
| 1    | Maroc   | Hicham El Guerrouj | 3 min 27 s 65 (RC) |
| 2    | Kenya   | Noah Ngeny         | 3 min 28 s 73 (RN) |
| 3    | Espagne | Reyes Estévez      | 3 min 30 s 57      |
| 4    | Espagne | Fermín Cacho       | 3 min 31 s 34      |
| 5    | Espagne | Andrés Díaz        | 3 min 31 s 83      |
| 6    | Kenya   | Laban Rotich       | 3 min 33 s 32      |
| 7    | Kenya   | David Lelei        | 3 min 33 s 82      |
| 8    | France  | Driss Maazouzi     | 3 min 34 s 02      |

| Rang | Pays       | Athlète                | Temps         |
| ---- | ---------- | ---------------------- | ------------- |
| 1    | Russie     | Svetlana Masterkova    | 3 min 59 s 53 |
| 2    | États-Unis | Regina Jacobs          | 4 min 00 s 35 |
| 3    | Éthiopie   | Kutre Dulecha          | 4 min 00 s 96 |
| 4    | Roumanie   | Violeta Beclea-Szekely | 4 min 00 s 98 |
| 5    | Portugal   | Carla Sacramento       | 4 min 01 s 29 |
| 6    | Roumanie   | Elena Buhaianu         | 4 min 04 s 27 |
| 7    | Pologne    | Anna Jakubczak         | 4 min 04 s 40 |
| 8    | Espagne    | Ana Amelia Menéndez    | 4 min 04 s 72 |

## 5 000 m
| Rang | Pays     | Athlète          | Temps               |
| ---- | -------- | ---------------- | ------------------- |
| 1    | Maroc    | Salah Hissou     | 12 min 58 s 13 (RC) |
| 2    | Kenya    | Benjamin Limo    | 12 min 58 s 72      |
| 3    | Belgique | Mohammed Mourhit | 12 min 58 s 80      |
| 4    | Maroc    | Brahim Lahlafi   | 12 min 59 s 09      |
| 5    | Kenya    | Daniel Komen     | 13 min 04 s 71      |
| 6    | Éthiopie | Fita Bayissa     | 13 min 13 s 86      |
| 7    | Éthiopie | Hailu Mekonnen   | 13 min 18 s 97      |
| 8    | Éthiopie | Millon Wolde     | 13 min 20 s 81      |

| Rang | Pays      | Athlète                          | Temps               |
| ---- | --------- | -------------------------------- | ------------------- |
| 1    | Roumanie  | Gabriela Szabo                   | 14 min 41 s 82 (RC) |
| 2    | Maroc     | Zahra Ouaziz                     | 14 min 43 s 15      |
| 3    | Éthiopie  | Ayelech Worku                    | 14 min 44 s 22      |
| 4    | Allemagne | Irina Mikitenko                  | 14 min 50 s 17 (RN) |
| 5    | Turquie   | Yelena-Ebru Kopytova-Kavaklioglu | 14 min 51 s 69 (RN) |
| 6    | Espagne   | Julia Vaquero                    | 14 min 56 s 00      |
| 7    | Russie    | Mariya Pantyukhova               | 14 min 58 s 60      |
| 8    | France    | Yamna Oubouhou-Belkacem          | 15 min 03 s 47 (RN) |

## 10 000 m
| Rang | Pays     | Athlète            | Temps          |
| ---- | -------- | ------------------ | -------------- |
| 1    | Éthiopie | Haile Gebrselassie | 27 min 57 s 27 |
| 2    | Kenya    | Paul Tergat        | 27 min 58 s 56 |
| 3    | Éthiopie | Assefa Mezgebu     | 27 min 59 s 15 |
| 4    | Éthiopie | Girma Tolla        | 28 min 02 s 08 |
| 5    | Portugal | António Pinto      | 28 min 03 s 42 |
| 6    | Éthiopie | Habte Jifar        | 28 min 08 s 82 |
| 7    | Kenya    | Benjamin Maiyo     | 28 min 14 s 98 |
| 8    | Pays-Bas | Kamiel Maase       | 28 min 15 s 58 |

| Rang | Pays        | Athlète          | Temps               |
| ---- | ----------- | ---------------- | ------------------- |
| 1    | Éthiopie    | Gete Wami        | 30 min 24 s 56 (RC) |
| 2    | Royaume-Uni | Paula Radcliffe  | 30 min 27 s 13 (RN) |
| 3    | Kenya       | Tegla Loroupe    | 30 min 32 s 03 (RN) |
| 4    | Japon       | Harumi Hiroyama  | 31 min 26 s 84      |
| 5    | Japon       | Chiemi Takahashi | 31 min 27 s 62      |
| 6    | Éthiopie    | Merima Hashim    | 31 min 32 s 06      |
| 7    | Éthiopie    | Berhane Adere    | 31 min 32 s 51      |
| 8    | Espagne     | Teresa Recio     | 31 min 43 s 80      |

## Marathon
| Rang | Pays     | Athlète         | Temps           |
| ---- | -------- | --------------- | --------------- |
| 1    | Espagne  | Abel Antón      | 2 h 13 min 36 s |
| 2    | Italie   | Vincenzo Modica | 2 h 14 min 03 s |
| 3    | Japon    | Nobuyuki Satō   | 2 h 14 min 07 s |
| 4    | Portugal | Luis Novo       | 2 h 14 min 27 s |
| 5    | Italie   | Danilo Goffi    | 2 h 14 min 50 s |
| 6    | Japon    | Atsushi Fujita  | 2 h 15 min 45 s |
| 7    | Japon    | Koji Shimizu    | 2 h 15 min 50 s |
| 8    | Espagne  | Martín Fiz      | 2 h 16 min 17 s |

| Rang | Pays          | Athlète                | Temps                |
| ---- | ------------- | ---------------------- | -------------------- |
| 1    | Corée du Nord | Jong Song-ok           | 2 h 26 min 59 s (RN) |
| 2    | Japon         | Ari Ichihashi          | 2 h 27 min 02 s      |
| 3    | Roumanie      | Lidia Slavuteanu-Simon | 2 h 27 min 41 s      |
| 4    | Éthiopie      | Fatuma Roba            | 2 h 28 min 04 s      |
| 5    | Éthiopie      | Elfenesh Alemu         | 2 h 28 min 52 s      |
| 6    | Allemagne     | Sonja Krolik-Oberem    | 2 h 28 min 55 s      |
| 7    | Portugal      | Maria Manuela Machado  | 2 h 29 min 11 s      |
| 8    | Japon         | Kayoko Obata           | 2 h 29 min 11 s      |

## 20 km marche
| Rang | Pays      | Athlète                | Temps           |
| ---- | --------- | ---------------------- | --------------- |
| 1    | Russie    | Ilya Markov            | 1 h 23 min 34 s |
| 2    | Équateur  | Jefferson Pérez        | 1 h 24 min 19 s |
| 3    | Mexique   | Daniel García          | 1 h 24 min 31 s |
| 4    | Chine     | Li Zewen               | 1 h 24 min 43 s |
| 5    | Italie    | Alessandro Gandellini  | 1 h 24 min 51 s |
| 6    | Slovaquie | Igor Kollár            | 1 h 25 min 15 s |
| 7    | Australie | Nathan Deakes          | 1 h 25 min 26 s |
| 8    | Italie    | Giovanni De Benedictis | 1 h 25 min 33 s |

| Rang | Pays       | Athlète           | Temps           |
| ---- | ---------- | ----------------- | --------------- |
| 1    | Chine      | Liu Hongyu        | 1 h 30 min 50 s |
| 2    | Chine      | Wang Yan          | 1 h 30 min 52 s |
| 3    | Australie  | Kerry Saxby-Junna | 1 h 31 min 18 s |
| 4    | Portugal   | Susana Feitor     | 1 h 31 min 23 s |
| 5    | Pologne    | Katarzyna Radtke  | 1 h 31 min 34 s |
| 6    | Italie     | Erica Alfridi     | 1 h 32 min 04 s |
| 7    | Australie  | Jane Saville      | 1 h 32 min 13 s |
| 8    | Kazakhstan | Maya Sazonova     | 1 h 32 min 19 s |

## 50 km marche
| Rang | Pays             | Athlète           | Temps           |
| ---- | ---------------- | ----------------- | --------------- |
| 1    | Italie           | Ivano Brugnetti   | 3 h 47 min 54 s |
| 2    | Russie           | Nikolay Matyukhin | 3 h 48 min 18 s |
| 3    | États-Unis       | Curt Clausen      | 3 h 50 min 55 s |
| 4    | Espagne          | Valentí Massana   | 3 h 51 min 55 s |
| 5    | Allemagne        | Robert Ihly       | 3 h 53 min 47 s |
| 6    | Italie           | Arturo Di Mezza   | 3 h 53 min 50 s |
| 7    | Nouvelle-Zélande | Craig Barrett     | 3 h 54 min 38 s |
| 8    | Chine            | Yang Yongjian     | 3 h 55 min 23 s |

## 110 m haies/100 m haies
| Rang | Pays        | Athlète             | Temps        |
| ---- | ----------- | ------------------- | ------------ |
| 1    | Royaume-Uni | Colin Jackson       | 13 s 04      |
| 2    | Cuba        | Anier García        | 13 s 07 (RN) |
| 3    | États-Unis  | Duane Ross          | 13 s 12      |
| 4    | États-Unis  | Tony Dees           | 13 s 22      |
| 5    | Allemagne   | Falk Balzer         | 13 s 26      |
| 6    | Cuba        | Yoel Hernández      | 13 s 30      |
| 7    | Allemagne   | Florian Schwarthoff | 13 s 39      |
| 8    | Belgique    | Jonathan N'Senga    | 13 s 54      |

| Rang | Pays       | Athlète                | Temps         |
| ---- | ---------- | ---------------------- | ------------- |
| 1    | États-Unis | Gail Devers            | 12 s 37       |
| 2    | Nigeria    | Glory Alozie           | 12 s 44 (RAf) |
| 3    | Suède      | Ludmila Engquist       | 12 s 47 (RN)  |
| 4    | Kazakhstan | Olga Shishigina        | 12 s 51       |
| 5    | Bulgarie   | Svetla Dimitrova       | 12 s 75       |
| 6    | Jamaïque   | Dionne Rose            | 12 s 80       |
| 7    | Jamaïque   | Delloreen Ennis-London | 12 s 87       |
| 8    | France     | Patricia Girard        | 12 s 97       |

## 400 m haies
| Rang | Pays       | Athlète                  | Temps        |
| ---- | ---------- | ------------------------ | ------------ |
| 1    | Italie     | Fabrizio Mori            | 47 s 72      |
| 2    | France     | Stéphane Diagana         | 48 s 12      |
| 3    | Suisse     | Marcel Schelbert         | 48 s 13 (RN) |
| 4    | Brésil     | Eronilde Nunes de Araujo | 48 s 13      |
| 5    | Pologne    | Paweł Januszewski        | 48 s 19      |
| 6    | États-Unis | Joey Woody               | 48 s 77      |
| 7    | Jamaïque   | Dinsdale Morgan          | 48 s 92      |
| 8    | États-Unis | Torrance Zellner         | 49 s 06      |

| Rang | Pays       | Athlète                     | Temps         |
| ---- | ---------- | --------------------------- | ------------- |
| 1    | Cuba       | Daimí Pernía                | 52 s 89       |
| 2    | Maroc      | Nezha Bidouane              | 52 s 90 (RAf) |
| 3    | Jamaïque   | Deon Hemmings               | 53 s 16       |
| 4    | Barbade    | Andrea Blackett             | 53 s 36 (RN)  |
| 5    | États-Unis | Sandra Cummings-Glover      | 53 s 65       |
| 6    | États-Unis | Michelle Johnson            | 54 s 23       |
| 7    | Ukraine    | Tetyana Tereshchuk-Antypova | 54 s 33       |
| 8    | Jamaïque   | Debbie-Ann Parris           | 56 s 24       |

## 3 000 m steeple
| Rang | Pays      | Athlète              | Temps         |
| ---- | --------- | -------------------- | ------------- |
| 1    | Kenya     | Christopher Koskei   | 8 min 11 s 76 |
| 2    | Kenya     | Wilson Boit Kipketer | 8 min 12 s 09 |
| 3    | Maroc     | Ali Ezzine           | 8 min 12 s 73 |
| 4    | Allemagne | Damian Kallabis      | 8 min 13 s 11 |
| 5    | Kenya     | Bernard Barmasai     | 8 min 13 s 51 |
| 6    | Espagne   | Eliseo Martín        | 8 min 16 s 09 |
| 7    | Kenya     | Paul Kosgei          | 8 min 17 s 55 |
| 8    | Roumanie  | Florin Ionescu       | 8 min 18 s 17 |

## 4 × 100 m relais
| Rang | Pays           | Athlètes                                                                 | Temps         |
| ---- | -------------- | ------------------------------------------------------------------------ | ------------- |
| 1    | États-Unis     | Jon Drummond Tim Montgomery Brian Lewis Maurice Greene                   | 37 s 59       |
| 2    | Royaume-Uni    | Jason Gardener Darren Campbell Marlon Devonish Dwain Chambers            | 37 s 73 (RE)  |
| 3    | Brésil         | Raphael de Oliveira Claudinei da Silva Edson Ribeiro André Domingos      | 38 s 05 (RAm) |
| 4    | Cuba           | Alfredo García-Baró Iván García Luis Alberto Pérez-Rionda Yoel Hernández | 38 s 63       |
| 5    | Pologne        | Marcin Krzywanski Marcin Urbas Piotr Balcerzak Marcin Nowak              | 38 s 70       |
| 6    | Afrique du Sud | Morne Nagel Marcus La Grange Lee-Roy Newton Mathew Quinn                 | 38 s 74 (RN)  |
| 7    | Hongrie        | Viktor Kovács Gábor Dobos Roland Németh Zsolt Szeglet                    | 38 s 83       |
| 8    | Nigeria        | Innocent Asonze Francis Obikwelu Daniel Effiong Deji Aliu                | DSQ           |

| Rang | Pays        | Athlètes                                                               | Temps        |
| ---- | ----------- | ---------------------------------------------------------------------- | ------------ |
| 1    | Bahamas     | Sevatheda Fynes Chandra Sturrup Pauline Davis-Thompson Debbie Ferguson | 41 s 92      |
| 2    | France      | Patricia Girard Muriel Hurtis Katia Benth Christine Arron              | 42 s 06 (RN) |
| 3    | Jamaïque    | Aleen Bailey Merlene Frazer Beverly McDonald Peta-Gaye Dowdie          | 42 s 15      |
| 4    | États-Unis  | Cheryl Taplin Nanceen Perry Inger Miller Gail Devers                   | 42 s 30      |
| 5    | Allemagne   | Andrea Philipp Gabi Rockmeier Esther Möller Marion Wagner              | 42 s 63      |
| 6    | Canada      | Angela Bailey Philomena Mensah Tarama Perry Martha Adusei              | 43 s 39      |
| 7    | Pologne     | Zuzanna Radecka Irena Sznajder Monika Borejza Joanna Nielacna          | 43 s 51      |
| 8    | Royaume-Uni | Marcia Richardson Shani Anderson Christine Bloomfield Joice Maduaka    | 43 s 52      |

## 4 × 400 m relais
| Rang | Pays           | Athlètes                                                               | Temps              |
| ---- | -------------- | ---------------------------------------------------------------------- | ------------------ |
| 1    | Pologne        | Tomasz Czubak Robert Mackowiak Jacek Bocian Piotr Haczek               | 2 min 58 s 91      |
| 2    | Jamaïque       | Michael McDonald Gregory Haughton Danny McFarlane Davian Clarke        | 2 min 59 s 34      |
| 3    | Afrique du Sud | Jopie van Oudtshoorn Hendrik Mokganyetsi Adriaan Botha Arnaud Malherbe | 3 min 00 s 20 (RN) |
| 4    | France         | Pierre-Marie Hilaire Marc Foucan Marc Raquil Fred Mango                | 3 min 00 s 59      |
| 5    | Russie         | Daniil Schekin Andrei Semenov Valentin Kulbatskiy Dmitriy Golovastov   | 3 min 00 s 98      |
| 6    | Bahamas        | Timothy Munnings Troy McIntosh Carl Oliver Chris Brown                 | 3 min 02 s 74      |
| 7    | Sénégal        | Ousmane Niang Assane Diallo Ibou Faye Ibrahima Wade                    | 3 min 03 s 80      |
|      | États-Unis     | Jerome Davis Antonio Pettigrew Angelo Taylor Michael Johnson           | disq.              |

| Rang | Pays       | Athlètes                                                                 | Temps         |
| ---- | ---------- | ------------------------------------------------------------------------ | ------------- |
| 1    | Russie     | Tatyana Chebykina Svetlana Goncharenko Olga Kotlyarova Natalya Nazarova  | 3 min 21 s 98 |
| 2    | États-Unis | Suziann Reid Maicel Malone-Wallace Michelle Collins Jearl Miles-Clark    | 3 min 22 s 09 |
| 3    | Allemagne  | Anke Feller Uta Rohländer Anja Rücker Grit Breuer                        | 3 min 22 s 43 |
| 4    | Tchéquie   | Jitka Burianová Hana Benešová Ludmila Formanová Helena Dziurová-Fuchsová | 3 min 23 s 82 |
| 5    | Jamaïque   | Beverly Grant Lorraine Graham Claudine Williams Deon Hemmings            | 3 min 24 s 83 |
| 6    | Australie  | Tania van Heer Lee Naylor Susan Andrews Cathy Freeman                    | 3 min 28 s 04 |
| 7    | Cuba       | Julia Duporty Zulia Calatayud Yupalis Diaz Idalmis Bonne                 | 3 min 29 s 19 |
| 8    | Italie     | Virna De Angeli Patrizia Spuri Francesca Carbone Monika Niederstätter    | 3 min 29 s 56 |

1. ↑  Le relais américain a terminé premier en 2 min 56 s 45, mais a été disqualifié en 2008 après des aveux de dopage de Pettigrew.

## Saut en hauteur
| Rang | Pays         | Athlète            | Hauteur     |
| ---- | ------------ | ------------------ | ----------- |
| 1    | Russie       | Vyacheslav Voronin | 2,37 m      |
| 2    | Canada       | Mark Boswell       | 2,35 m (RN) |
| 3    | Allemagne    | Martin Buß         | 2,32 m      |
| 4    | Yougoslavie  | Dragutin Topić     | 2,32 m      |
| 5    | Suède        | Staffan Strand     | 2,29 m      |
| 6    | Canada       | Kwaku Boateng      | 2,29 m      |
| 6    | Corée du Sud | Lee Jin-taek       | 2,29 m      |
| 8    | États-Unis   | Charles Austin     | 2,29 m      |
| 8    | Irlande      | Brendan Reilly     | 2,29 m (RN) |

| Rang | Pays       | Athlète                     | Hauteur |
| ---- | ---------- | --------------------------- | ------- |
| 1    | Ukraine    | Inga Babakova               | 1,99 m  |
| 2    | Russie     | Yelena Yelesina             | 1,99 m  |
| 3    | Russie     | Svetlana Lapina             | 1,99 m  |
| 4    | États-Unis | Tisha Waller                | 1,96 m  |
| 4    | Suède      | Kajsa Bergqvist             | 1,96 m  |
| 4    | Tchéquie   | Zuzana Kováciková-Hlavonova | 1,96 m  |
| 7    | Ukraine    | Viktoriya Styopina          | 1,96 m  |
| 8    | Kazakhstan | Svetlana Zalevskaya         | 1,93 m  |

## Saut en longueur
| Rang | Pays       | Athlète        | Distance     |
| ---- | ---------- | -------------- | ------------ |
| 1    | Cuba       | Iván Pedroso   | 8,56 m       |
| 2    | Espagne    | Yago Lamela    | 8,40 m       |
| 3    | Slovénie   | Gregor Cankar  | 8,36 m       |
| 4    | Australie  | Jai Taurima    | 8,35 m (ROc) |
| 5    | Australie  | Shane Hair     | 8,24 m       |
| 6    | Chine      | Huang Le       | 8,01 m       |
| 7    | États-Unis | Kevin Dilworth | 8,00 m       |
| 8    | Maroc      | Younès Moudrik | 7,99 m       |

| Rang | Pays        | Athlète          | Distance    |
| ---- | ----------- | ---------------- | ----------- |
| 1    | Espagne     | Niurka Montalvo  | 7,06 m (RN) |
| 2    | Italie      | Fiona May        | 6,94 m      |
| 3    | États-Unis  | Marion Jones     | 6,83 m      |
| 4    | Russie      | Lyudmila Galkina | 6,82 m      |
| 5    | Royaume-Uni | Joanne Wise      | 6,75 m      |
| 6    | États-Unis  | Dawn Burrell     | 6,74 m      |
| 7    | Allemagne   | Susen Tiedtke    | 6,68 m      |
| 8    | Brésil      | Maurren Maggi    | 6,68 m      |

## Saut à la perche
| Rang | Pays       | Athlète            | Hauteur     |
| ---- | ---------- | ------------------ | ----------- |
| 1    | Russie     | Maksim Tarasov     | 6,02 m (RC) |
| 2    | Australie  | Dmitri Markov      | 5,90 m      |
| 3    | Israël     | Aleksandr Averbukh | 5,80 m (RN) |
| 4    | Allemagne  | Danny Ecker        | 5,70 m      |
| 4    | États-Unis | Nick Hysong        | 5,70 m      |
| 6    | Allemagne  | Tim Lobinger       | 5,70 m      |
| 7    | Allemagne  | Michael Stolle     | 5,70 m      |
| 7    | Kazakhstan | Igor Potapovich    | 5,70 m      |

| Rang | Pays       | Athlète               | Hauteur     |
| ---- | ---------- | --------------------- | ----------- |
| 1    | États-Unis | Stacy Dragila         | 4,60 m (RM) |
| 2    | Ukraine    | Anzhela Balakhonova   | 4,55 m (RE) |
| 3    | Australie  | Tatiana Grigorieva    | 4,45 m      |
| 4    | Hongrie    | Zsuzsanna Szabó       | 4,40 m (RN) |
| 5    | Allemagne  | Nicole Rieger-Humbert | 4,40 m      |
| 6    | Tchéquie   | Pavla Hamácková       | 4,40 m      |
| 6    | Tchéquie   | Daniela Bártová       | 4,40 m      |
| 8    | Russie     | Yelena Belyakova      | 4,35 m      |

## Triple saut
| Rang | Pays        | Athlète            | Distance     |
| ---- | ----------- | ------------------ | ------------ |
| 1    | Allemagne   | Charles Friedek    | 17,59 m      |
| 2    | Bulgarie    | Rostislav Dimitrov | 17,49 m      |
| 3    | Royaume-Uni | Jonathan Edwards   | 17,48 m      |
| 4    | Australie   | Andrew Murphy      | 17,32 m      |
| 5    | Italie      | Paolo Camossi      | 17,29 m (RN) |
| 6    | États-Unis  | LaMark Carter      | 17,10 m      |
| 7    | France      | Jérôme Romain      | 17,10 m      |
| 8    | Tchéquie    | Jiří Kuntoš        | 17,00 m      |

| Rang | Pays     | Athlète                | Distance |
| ---- | -------- | ---------------------- | -------- |
| 1    | Grèce    | Paraskeví Tsiamíta     | 14,88 m  |
| 2    | Cuba     | Yamilé Aldama          | 14,61 m  |
| 3    | Grèce    | Ólga-Anastasía Vasdéki | 14,61 m  |
| 4    | Russie   | Tatyana Lebedeva       | 14,55 m  |
| 5    | Bulgarie | Iva Prandzheva         | 14,54 m  |
| 6    | Tchéquie | Šárka Kašpárková       | 14,54 m  |
| 7    | Ukraine  | Yelena Govorova        | 14,47 m  |
| 8    | Roumanie | Cristina Nicolau       | 14,38 m  |

## Lancer du javelot
| Rang | Pays        | Athlète           | Distance     |
| ---- | ----------- | ----------------- | ------------ |
| 1    | Finlande    | Aki Parviainen    | 89,52 m      |
| 2    | Grèce       | Kostas Gatsioudis | 89,18 m      |
| 3    | Tchéquie    | Jan Železný       | 87,67 m      |
| 4    | Norvège     | Pål Arne Fagernes | 86,24 m (RN) |
| 5    | Allemagne   | Raymond Hecht     | 85,92 m      |
| 6    | Allemagne   | Boris Henry       | 85,43 m      |
| 7    | Cuba        | Emeterio González | 84,32 m (RN) |
| 8    | Royaume-Uni | Steve Backley     | 83,84 m      |

| Rang | Pays      | Athlète                      | Distance      |
| ---- | --------- | ---------------------------- | ------------- |
| 1    | Grèce     | Mirela Manjani-Tzelili       | 67,09 m       |
| 2    | Russie    | Tatyana Shikolenko           | 66,37 m       |
| 3    | Norvège   | Trine Solberg-Hattestad      | 66,06 m       |
| 4    | Cuba      | Osleidys Menéndez            | 64,61 m       |
| 5    | Australie | Louise McPaul-Currey         | 64,38 m       |
| 6    | Cuba      | Sonia Bisset                 | 63,52 m       |
| 7    | Chine     | Wei Jianhua                  | 62,97 m (RAs) |
| 8    | Russie    | Oksana Ovchinnikova-Makarova | 62,67 m       |

## Lancer du disque
| Rang | Pays        | Athlète                | Distance     |
| ---- | ----------- | ---------------------- | ------------ |
| 1    | États-Unis  | Anthony Washington     | 69,08 m (RC) |
| 2    | Allemagne   | Jürgen Schult          | 68,18 m      |
| 3    | Allemagne   | Lars Riedel            | 68,09 m      |
| 4    | Lituanie    | Virgilijus Alekna      | 67,53 m      |
| 5    | Lituanie    | Vaclavas Kidykas       | 65,05 m      |
| 6    | Allemagne   | Michael Möllenbeck     | 64,90 m      |
| 7    | Biélorussie | Vladimir Dubrovshchik  | 64,00 m      |
| 8    | Russie      | Aleksandr Borichevskiy | 63,59 m      |

| Rang | Pays             | Athlète             | Distance |
| ---- | ---------------- | ------------------- | -------- |
| 1    | Allemagne        | Franka Dietzsch     | 68,14 m  |
| 2    | Grèce            | Anastasía Kelesídou | 66,05 m  |
| 3    | Roumanie         | Nicoleta Grasu      | 65,35 m  |
| 4    | Russie           | Natalya Sadova      | 64,98 m  |
| 5    | Nouvelle-Zélande | Beatrice Faumuina   | 64,62 m  |
| 6    | États-Unis       | Seilala Sua         | 63,73 m  |
| 7    | Ukraine          | Yelena Antonova     | 63,61 m  |
| 8    | Grèce            | Stella Tsikoúna     | 63,43 m  |

## Lancer du poids
| Rang | Pays        | Athlète           | Distance |
| ---- | ----------- | ----------------- | -------- |
| 1    | États-Unis  | C. J. Hunter      | 21,79 m  |
| 2    | Allemagne   | Oliver-Sven Buder | 21,42 m  |
| 3    | Ukraine     | Oleksandr Bahach  | 21,26 m  |
| 4    | États-Unis  | Andy Bloom        | 20,95 m  |
| 5    | Ukraine     | Yuriy Bilonoh     | 20,60 m  |
| 6    | Yougoslavie | Dragan Perić      | 20,35 m  |
| 7    | États-Unis  | John Godina       | 20,35 m  |
| 8    | Finlande    | Ville Tiisanoja   | 19,93 m  |

| Rang | Pays        | Athlète                     | Distance |
| ---- | ----------- | --------------------------- | -------- |
| 1    | Allemagne   | Astrid Kumbernuss           | 19,85 m  |
| 2    | Allemagne   | Nadine Kleinert             | 19,61 m  |
| 3    | Russie      | Svetlana Krivelyova         | 19,43 m  |
| 4    | Biélorussie | Yanina Korolchik            | 19,17 m  |
| 5    | Chine       | Cheng Xiaoyan               | 18,67 m  |
| 6    | Cuba        | Yumileidi Cumbá             | 18,44 m  |
| 7    | Autriche    | Valentina Fedyushina        | 18,17 m  |
| 8    | Pologne     | Krystyna Danilczyk-Zabawska | 18,12 m  |

## Lancer du marteau
| Rang | Pays      | Athlète               | Distance |
| ---- | --------- | --------------------- | -------- |
| 1    | Allemagne | Karsten Kobs          | 80,24 m  |
| 2    | Hongrie   | Zsolt Németh          | 79,05 m  |
| 3    | Ukraine   | Vladislav Piskunov    | 79,03 m  |
| 4    | Hongrie   | Tibor Gécsek          | 78,95 m  |
| 5    | Ukraine   | Andriy Skvaruk        | 78,80 m  |
| 6    | Grèce     | Chrístos Polychroníou | 78,31 m  |
| 7    | Italie    | Nicola Vizzoni        | 78,31 m  |
| 8    | Russie    | Vadim Khersontsev     | 76,96 m  |

| Rang | Pays        | Athlète          | Distance |
| ---- | ----------- | ---------------- | -------- |
| 1    | Roumanie    | Mihaela Melinte  | 75,20 m  |
| 2    | Russie      | Olga Kuzenkova   | 72,56 m  |
| 3    | Samoa       | Lisa Misipeka    | 66,06 m  |
| 4    | Hongrie     | Katalin Divós    | 65,86 m  |
| 5    | Australie   | Debbie Sosimenko | 65,52 m  |
| 6    | Biélorussie | Lyudmila Gubkina | 65,44 m  |
| 7    | Allemagne   | Simone Mathes    | 64,93 m  |
| 8    | Allemagne   | Kirsten Münchow  | 64,03 m  |

## Décathlon/Heptathlon
| Rang | Pays        | Athlète           | Points    |
| ---- | ----------- | ----------------- | --------- |
| 1    | Tchéquie    | Tomáš Dvořák      | 8 744 pts |
| 2    | Royaume-Uni | Dean Macey        | 8 556 pts |
| 3    | États-Unis  | Chris Huffins     | 8 547 pts |
| 4    | France      | Sébastien Levicq  | 8 524 pts |
| 5    | Russie      | Lev Lobodin       | 8 494 pts |
| 6    | France      | Wilfrid Boulineau | 8 154 pts |
| 7    | Suède       | Henrik Dagård     | 8 150 pts |
| 8    | États-Unis  | Dan Steele        | 8 130 pts |

| Rang | Pays        | Athlète              | Points    |
| ---- | ----------- | -------------------- | --------- |
| 1    | France      | Eunice Barber        | 6 861 pts |
| 2    | Royaume-Uni | Denise Lewis         | 6 724 pts |
| 3    | Syrie       | Ghada Shouaa         | 6 500 pts |
| 4    | Allemagne   | Sabine Braun         | 6 497 pts |
| 5    | Finlande    | Tiia Hautala         | 6 369 pts |
| 6    | Allemagne   | Karin Specht-Ertl    | 6 317 pts |
| 7    | Pologne     | Urszula Wlodarczyk   | 6 287 pts |
| 8    | Lituanie    | Remigija Nazaroviene | 6 262 pts |

## Légende
- RM : Record du monde
- RMJ : Record du monde junior
- RC : Record des championnats
- RN : Record national
- RE : Record d'Europe
- RAf : Record d'Afrique
- RAs : Record d'Asie
- ROc : Record d'Océanie
- DSQ : Disqualifié